# L'As du cinéma
Pour plus de détails, voir Fiche technique et Distribution.
L'As du cinéma (Merton of the Movies) est une comédie américaine réalisée par Robert Alton et sortie en 1947. 
Le scénario est adapté du roman du même nom de 1922 écrit par Harry Leon Wilson (en), et la pièce du même nom écrite par George S. Kaufmann et Marc Connelly, inaugurée à Broadway en 1922.
Le film a été précédemment adapté en tant que film muet de 1924 et en tant que film de 1932 Make Me a Star. La version de 1947 met en vedette Red Skelton et est dirigée par le chorégraphe Robert Alton pour ses débuts en tant que réalisateur.

## Synopsis
Un jeune homme originaire du Kansas arrive à Hollywood dans le but de devenir une star du grand écran. Il parvient à décrocher un job burlesque en compagnie de son acteur préféré sans comprendre que le rôle qui lui est attribué n'est pas sérieux...

## Fiche technique
- Titre original : Merton of the Movies
- Titre français : L'As du cinéma
- Réalisation : Robert Alton
- Scénario : George Wells, Lou Breslow
- Photographie : Paul Vogel
- Montage : Frank E. Hull
- Musique : David Snell
- Pays d'origine : États-Unis
- Langue originale : anglais
- Format : noir et blanc
- Genre : Comédie romantique
- Durée : 82 minutes
- Dates de sortie : 
  - États-Unis : 11 octobre 1947

## Distribution
- Red Skelton : Merton Gill aka Clifford Armytage
- Virginia O'Brien : Phyllis Montague
- Gloria Grahame : Beulah Baxter
- Leon Ames : Lawrence Rupert
- Alan Mowbray : Frank Mulvaney
- Charles D. Brown : Jeff Baird
- Hugo Haas : Von Strutt - Director
- Harry Hayden : Mr. Gashwiler
- Tom Trout : Marty
- Douglas Fowley : Phil
- Dick Wessel : Chick
- Tom Dugan : Sam Montague (scènes non reprises au montage)
- Morris Ankrum : Goodfellow's Club Manager (non crédité)
- Phil Arnold : Shorty (non crédité(e))
- King Baggot : Man in Audience (non crédité)
- Polly Bailey : Mother in Theatre (non crédité)
- Charles Bates : Boy in Theatre (non crédité)
- Brandon Beach : Club Member (non crédité(e))
- Buddy Beattie : Boy (non crédité)
- Hank Bell : Extra in Casting Office Line (non crédité)
- William 'Billy' Benedict : Von Strutt's Assistant (non crédité)
- Joan Blair : Minor Role (non crédité(e))
- Oliver Blake : Mr. Purdie (non crédité)
- Helen Boyce : Minor Role (non crédité(e))
- George Bunny : Club Member (non crédité)
- Roger Cole : Minor Role (non crédité)
- Chester Conklin : Keystone Kop (non crédité(e))
- Heinie Conklin : Keystone Kop (non crédité(e))
- Bill Conselman : Photographer (non crédité)
- Tex Cooper : Actor In Western (non crédité)
- Antonio D'Amore : Man on Couch - Keystone Kops Sequence (non crédité)
- Frank Darien : Mr. Hubank (non crédité)
- Bert Davidson : Minor Role (non crédité)
- Jim Davis : Von Strutt's Assistant (non crédité)
- Hal K. Dawson (en) : Gus Blanchard - Agent (non crédité)
- Drew Demorest : Photographer (non crédité(e))
- Vernon Dent : Keystone Kop (non crédité(e))
- Helen Dickson : Woman in Movie Audience (non créditée)
- Eddie Dunn (en) : Goodfellow's Club Clerk (non crédité)
- Ralph Dunn : Union Officer in Civil War Film (non crédité)
- Helen Eby-Rock : Mrs. Effie Gashwiler (non créditée)
- Frank Eldredge : Assistant Director (non crédité)
- Franklyn Farnum : Man Raising Theatre Curtain (non crédité)
- Budd Fine : Minor Role (non crédité(e))
- George Ford : Man in Audience at Preview (non crédité)
- Louise Franklin : Minor Role (non crédité)
- Slim Gaut : Cowboy Actor In Cafeteria (non crédité)
- Herschel Graham : Man in Audience at Preview (non crédité)
- Duke Green : Thug (non crédité(e))
- Gloria Gunther : Evvy (non créditée)
- Herman Hack : Cowboy Actor (non crédité)
- Bert Hanlon : Writer (non crédité)
- Eloise Hardt : Script Girl (non créditée)
- Sam Harris : Man in Audience at Preview (non crédité)
- Theresa Harris : Beulah's Maid (non créditée)
- Dell Henderson : Spectator (non crédité)
- Clarence Hennecke : Keystone Kop (non crédité(e))
- Elmer Jerome : Club Member (non crédité(e))
- Bobby Johnson : Minor Role (non crédité)
- Dick Johnstone : Club Member (non crédité)
- Kenner G. Kemp : Laughing Stagehand (non crédité(e))
- Donald Kerr : Writer (non crédité)
- Tom Leffingwell : Club Member (non crédité)
- Mitchell Lewis : Set Guard (non crédité(e))
- George Magrill : Gateman - Mammoth Studios (non crédité)
- Frank Marlowe : Ernie - Prop Man (non crédité)
- Walter Merrill : Von Strutt's Cameraman (non crédité)
- Robert Milasch : Big Man - Keystone Kops Sequence (non crédité)
- King Mojave : Heavy - Keystone Kops Sequence (non crédité)
- Ben Moselle : Thug (non crédité(e))
- Thomas Murray : Tom - Electrician (non crédité)
- John Nesbitt : Opening Narrator (non crédité) (voix)
- Robert Emmett O'Connor : Mac - Restaurant Counterman (non crédité)
- Vesey O'Davoren : Butler (non crédité(e))
- Steve Olsen : Jarvis - Casting Director (non crédité)
- Frank Pharr : Electrician (non crédité)
- John Phipps : Undetermined Role (non crédité)
- Tom Pilkington : Minor Role (non crédité)
- Paul Power : Man in Audience at Preview (non crédité)
- Constance Purdy : Landlady (non créditée)
- Gordon Richards : Kristen - Beulah's Butler (non crédité(e))
- Tim Ryan : Mammoth Studio's Night guard (non crédité)
- Fred Santley : Photographer (non crédité)
- Carl Saxe : Minor Role (non crédité)
- Paul Scardon : Club Member (non crédité)
- Almira Sessions : Mammoth Studio's Nurse (non créditée)
- Lucile Sewall : Woman in Audience at Preview (non créditée)
- Pietro Sosso : Club Member (non crédité)
- Wyndham Standing : Club Member (non crédité(e))
- Jack Sterling : Heavy - Keystone Kops Sequence (non crédité)
- Cedric Stevens : Minor Role (non crédité)
- Celia Travers : Secretary (non crédité(e))
- Mary Treen : Gladys (non créditée)
- Charles Wagenheim : Employment Man (non crédité)
- Larry Wheat : Club Waiter (non crédité(e))
- Bill Wolfe : Cowboy Actor In Cafeteria (non crédité)